# Nichtlineare modellbasierte prädiktive Regelung
Die nichtlineare modellprädiktive Regelung, in der meist englischsprachigen Fachliteratur als Non-Linear Model-Predictive-Control bezeichnet, ist eine Methode aus dem Teilgebiet der Kontrolltheorie und Regelungstechnik. Diese Art Regler wird speziell dazu verwendet, um nichtlineare Prozesse mit Einschränkungen und ohne Linearisierung behandeln zu können.
Obwohl die meisten in der Kontrolltheorie untersuchten Prozesse nichtlinear sind, können diese ohne größere Abweichungen linearisiert und deswegen von linearen Reglern geregelt werden. Die nichtlineare Modellprädiktive Regelung bietet eine Möglichkeit für die Prozessmodellierung, wenn diese Prozesse nicht linearisiert werden sollen. Die Umsetzung einer nichtlinearen modellprädiktiven Regelung ist komplexer als die einer linearen Regelung.

## Funktionsweise
Ein nichtlinearer modellprädiktiver Regelalgorithmus besteht aus drei Basisschritten.
Zunächst wird mit Hilfe eines zeitdiskreten oder zeitkontinuierlichen dynamischen Modells des zu regelnden Prozesses eine Prädiktion der Zustandsentwicklung in Abhängigkeit von den Steuersignalen für einen festen endlichen Zeithorizont berechnet. Die so entstandene Trajektorie und die verwendeten Steuerungen werden dann mit Hilfe eines Zielfunktionals bewertet. Mit Hilfe von (direkten oder indirekten) Optimierungsverfahren wird nun eine Steuerung für diesen Zeithorizont bestimmt, die das gegebene Zielfunktional minimiert. Da die resultierende Steuerung nur für einen endlichen Zeithorizont bestimmt wurde, muss diese noch erweitert werden, um den Prozess für unbestimmte Zeit möglichst optimal zu steuern und zugleich alle Beschränkungen zu beachten. 
Daher wird im zweiten Schritt das erste Element aus dieser Steuerung auf den Prozess angewandt. 
Anschließend wird im dritten Schritt der Optimierungshorizont um die zeitlichen Länge der Gültigkeit des implementierten Steuerelements nach vorne verschoben und der Regelprozess von vorne gestartet. Hierbei können im zweiten Schritt die restlichen Steuerelemente entweder gelöscht werden oder als Ausgangspunkt für die Optimierung im darauffolgenden NMPC Schritt dienen. Zudem ermöglicht dies auch die Berücksichtigung von neuen Messdaten, wodurch der Regelkreis geschlossen wird und sich aus den verschiedenen konsekutiven Steuerung eine Regelung ergibt.

## Mathematische Formulierung
Hierbei wird das folgende Problem betrachtet:
{\displaystyle {\text{Bestimme}}\;\mu _{N}(x(n)):={\arg \!\min }_{u\in {\mathcal {U}}}J_{N}(x_{0},u)}
unter den Nebenbedingungen
{\displaystyle J_{N}(x_{0},u)=\sum _{k=0}^{N-1}l(x(k),u(k))+F(x(N))}
{\displaystyle x(k)\in \mathbb {X} \qquad \forall k\in \{0,\ldots ,N\}}
{\displaystyle u(k)\in \mathbb {U} \qquad \forall k\in \{0,\ldots ,N-1\}}
Parallel dazu ist die Dynamik des Systems zu beachten. Je nach Problemstellung ist dies durch ein zeit-kontinuierliches oder zeitdiskretes nichtlineares Kontrollsystem der Form
{\displaystyle {\dot {x}}(t)=f(x(t),u(t))}
oder
{\displaystyle x(k+1)=f(x(k),u(k))}
gegeben. Hierbei werden zeitkontinuierliche Systeme in der Regel als Abtastsysteme aufgefasst und implementiert, d. h. die Menge der Steuerungsfunktionen {\displaystyle {\mathcal {U}}} besteht aus der Menge der stückweise konstanten Funktionen. Zudem werden hier noch die sogenannten Abtastzeitpunkte, also die Sprungpunkte dieser Funktionen, vorab festgelegt. Die ist durch die digitale Umsetzung mittels Computern motiviert, die feste Taktraten besitzen und die nicht unterschritten werden können.
Weiter muss der Prozess mit einem Anfangswert
{\displaystyle x(0)=x_{0}}
initialisiert werden um Existenz von Lösungstrajektorien nach Caratheodory garantieren zu können.